# Joost Eerdmans
Bernard Johannes (Joost) Eerdmans (Harderwijk, 9 januari 1971) is een Nederlandse politicus, bestuurder en presentator.

## Levensloop
Joost Eerdmans werd op 9 januari 1971 geboren in Harderwijk. Zijn vader had een assurantiekantoor, zijn moeder werkte in het onderwijs en als pastoraal werker. Zijn middelbare onderwijs voltooide Eerdmans aan het Christelijk College Nassau-Veluwe in Harderwijk, waarna hij bestuurskunde studeerde aan de Erasmus Universiteit Rotterdam. Hij was lid van het bestuur van de faculteitsvereniging S.F.V. Cedo Nulli en behaalde in 1995 zijn doctoraalexamen. Tussentijds volgde hij in 1993 een post-academische studie Public Administration aan de Indiana University te Bloomington (VS).
Eerdmans volgde na zijn studie bestuurskunde een interne opleiding bij het CDA en in het kader daarvan was hij een jaar lang projectmedewerker van de commissie-Van Traa. Uiteindelijk kon Eerdmans bij die partij zijn draai niet vinden, naar eigen zeggen omdat zij een andere taal spraken. Het ging Eerdmans steeds meer tegenstaan. Hierna werd hij rijksambtenaar bij het ministerie van Justitie. Hier werkte hij van 1997 tot 1999 in diverse functies en was betrokken bij de oprichting van FUTUR, een organisatie van jonge ambtenaren. In 1999 werd Eerdmans secretaris van Ivo Opstelten, de burgemeester van Rotterdam.

### Tweede Kamerlid LPF
In februari 2002, een week na diens breuk met Leefbaar Nederland, zocht Eerdmans contact met Pim Fortuyn, die bezig was met het samenstellen van een eigen kieslijst, de Lijst Pim Fortuyn. Eerdmans kwam op plaats 19 van de kieslijst, en werd bij de verkiezingen van 15 mei 2002, negen dagen na de moord op Pim Fortuyn, in de Tweede Kamer gekozen.
Na de val van het kabinet-Balkenende I werden er nieuwe verkiezingen uitgeschreven. Hoewel de LPF bij de Tweede Kamerverkiezingen 2003 slechts 8 zetels behaalde kwam Eerdmans dankzij zijn tweede plaats op de kieslijst wederom in de Tweede Kamer.
Eerdmans hield zich vooral bezig met de onderwerpen justitie en politie. Samen met toenmalig PvdA-Kamerlid Aleid Wolfsen diende hij een wetsvoorstel in om het mishandelen van dieren zwaarder te bestraffen. Hij stelde de strafmaat in Nederland ter discussie en bracht een wetsvoorstel in voor hogere straffen. Hij pleitte voor minimumstraffen, waarbij de minimumstraf voor moord volgens hem 15 jaar moest zijn. Daarnaast liet hij zich een week opsluiten in een gevangeniscel om aan te tonen dat het heel goed mogelijk is dat twee misdadigers een cel delen. Hij bracht plannen naar voren voor halvering van het beleid (aanvalsplan tegen bureaucratie), kortere debatten (door verandering werkwijze Tweede Kamer) en hervorming van de tbs. Eerdmans was en is voorstander van bepaalde vormen van lekenrechtspraak.
Eerdmans ontving in 2005 de Thorbeckeprijs, een prijs voor politieke welsprekendheid. Volgens het juryrapport had hij "zich ontwikkeld tot een parlementariër die de finesses van het vak is gaan beheersen en die zijn retorische gaven effectief heeft leren gebruiken. Ietwat beeldend uitgedrukt: Eerdmans heeft aan “vlerkerigheid” verloren en, mede daardoor, aan scherpte gewonnen."

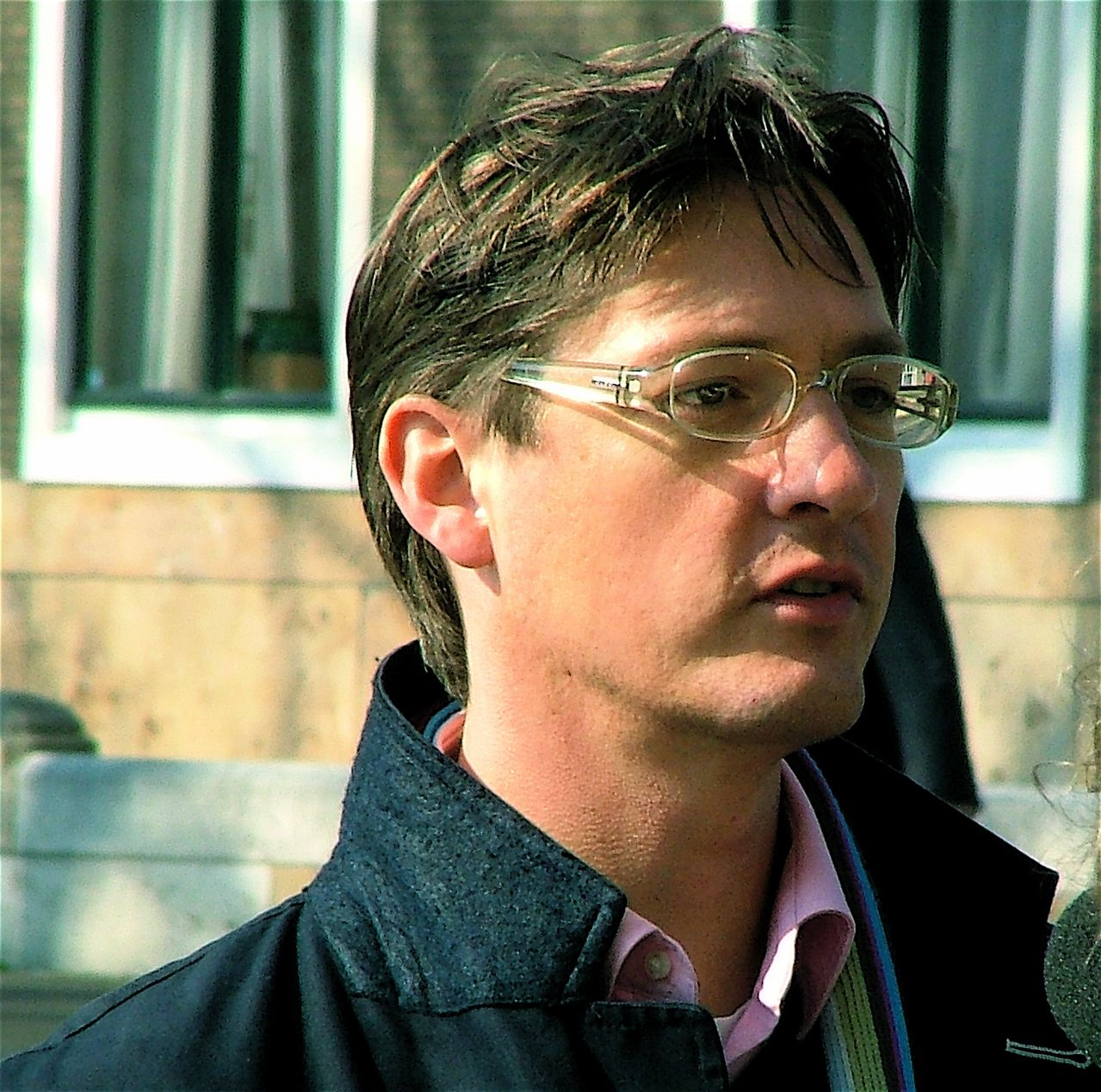
Eerdmans (2007)

In augustus 2006 richtte Eerdmans, onafhankelijk van de LPF, samen met de voormalige Rotterdamse wethouder Marco Pastors een nieuwe landelijke politieke partij op onder de naam EénNL. Door zijn bemoeienis met de nieuwe partij werd Eerdmans op 20 september uit de LPF-fractie gezet. Tot de Tweede Kamerverkiezingen 2006 vormde hij vervolgens samen met ex-VVD'er Anton van Schijndel de Groep Eerdmans-Van Schijndel.
Nadat EénNL bij de verkiezingen 3000 stemmen tekort was gekomen voor een zetel, kondigde Eerdmans zijn vertrek uit de nationale politiek aan. Hij was enige tijd columnist op de website GeenStijl. Sinds augustus 2007 werkte hij als public affairs manager bij accountant en consultant Deloitte.

### Wethouder Capelle aan den IJssel
Op 2 maart 2009 werd Eerdmans namens Leefbaar Capelle geïnstalleerd als deeltijdwethouder in Capelle aan den IJssel nadat de VVD zich in december 2008 terugtrok. Op 31 augustus 2009 kondigde Eerdmans de oprichting van het Burgercomité tegen Onrecht aan, een platform dat zich richt op het behartigen van de belangen van slachtoffers en nabestaanden van ernstig geweld naar de politiek, de overheid en de media.
Bij de gemeenteraadsverkiezingen van 2010 stond Eerdmans als lijstduwer op de 24e plaats op de kandidatenlijst voor Leefbaar Capelle. Hij kreeg zoveel voorkeurstemmen, dat hij als nummer 2, na lijsttrekker Ans Hartnagel, in de raad terechtkwam. Hij besloot echter niet in de raad te blijven, maar een nieuw wethouderschap aan te gaan. LC was met 9 zetels de grote winnaar van de verkiezingen. 

### Wethouder en eerste loco-burgemeester Rotterdam
Voor de gemeenteraadsverkiezingen van maart 2014 was Eerdmans lijsttrekker voor Leefbaar Rotterdam. Het bereikte zetelaantal van 2010 werd behouden: veertien. Daarmee werd het de grootste partij van Rotterdam, aangezien de PvdA zakte van veertien naar acht zetels. Eerdmans werd op 15 mei geïnstalleerd als wethouder voor veiligheid, handhaving en buitenruimte en eerste loco-burgemeester. In die periode heeft Eerdmans beleid uitgezet om de veiligheid te vergroten en overlast te verminderen. Een aantal voorbeelden van de maatregelen die hij nam:
- Lastenverlichting voor Rotterdamse burgers[7]
- Bouw van speciale woonunits (Skaeve Huse) met permanente begeleiding voor notoire woonoverlastgevers[8]
- 'Patseraanpak': de inbeslagname van illegaal verkregen goederen en geld. Om duidelijk te maken dat misdaad niet loont, moeten ‘verdachte’ Rotterdammers zich daarom sinds begin 2018 verantwoorden voor hun dure spullen[9]. In de volksmond wordt dit de 'patseraanpak' genoemd.
- Verdubbeling van het aantal jeugdhandhavers van 12 naar 24[10][11]
- Vervoersverbod voor agressievelingen in het openbaar vervoer[12][13]
- Aanstellen van een veiligheidsofficier ouderenzorg, tegen het bestelen van ouderen in zorginstellingen en in huis[14]
- Lik-op-stukbeleid voor straatvervuilers[15], de zogenaamde hufterboetes.

Na de verkiezingen van 2018 keerde hij niet terug als wethouder; hij nam plaats in de gemeenteraad van de stad.

### Kandidaat Tweede Kamerlid FVD
Gedurende de gemeenteraadsverkiezingen van 2018 had Eerdmans al nauw samengewerkt met Forum voor Democratie (FVD). Voor de Tweede Kamerverkiezingen 2021 stond Eerdmans op de vierde plaats van de concept-verkiezingslijst van FVD, vóór de interne conflicten die op 23 november 2020 leidden tot het opstappen van Thierry Baudet als lijsttrekker bij deze verkiezingen en kort daarna als partijvoorzitter. Eerdmans gaf op 24 november aan zich beschikbaar te stellen als lijsttrekker bij de eerstkomende Tweede Kamerverkiezingen, maar gaf aan dat het wat hem betreft ook iemand anders mocht worden. Twee dagen later stapte Eerdmans uit de partij omdat die volgens hem niet genoeg afstand nam tot antisemitische uitlatingen die binnen de jeugdafdeling van FVD waren gedaan via WhatsApp.

### Lijsttrekker JA21
Op 18 december 2020 werd bekend dat Eerdmans, samen met Annabel Nanninga, eveneens afkomstig van de FVD, meedoet aan de Tweede Kamerverkiezingen 2021. Daartoe richtten zij een nieuwe politieke partij op, JA21, die naar eigen zeggen 'een brede volkspartij op rechts' moet worden in de Nederlandse politiek. Eerdmans is de lijsttrekker van JA21 tijdens deze verkiezingen. Bij de Tweede Kamerverkiezingen 2021 behaalde de partij van Eerdmans drie zetels. Bij de Tweede Kamerverkiezingen 2023 was hij opnieuw lijsttrekker en verwierf hij de enige zetel die JA21 behaalde.

## Politieke standpunten
Joost Eerdmans beschrijft zichzelf als een overtuigd Fortuynist. Hij is naar eigen zeggen naar Den Haag gekomen om het geluid van Pim Fortuyn te laten horen. Een geluid dat hij samenvat met daadkrachtig, no nonsense en rechtdoorzee, met een kritische houding ten opzichte van immigratie, de multiculturele samenleving en het ‘moeras’ van de collectieve sector. Hij wil een migratiewet die van mensen verlangt dat ze iets bijdragen aan Nederland en onze waarden onderschrijven. Hij is een groot voorstander van het Deense asielmodel.
Eerdmans vindt het van groot belang dat problemen, zoals de schaduwzijden van immigratie en de multiculturele samenleving, benoemd kunnen worden. Daarbij wil hij altijd respectvol blijven naar anderen, omdat hij vindt dat politici een voorbeeldfunctie hebben. "Wie met modder gooit, houdt er vieze handen aan over. Ik ben respectvol en raak mensen in de politiek nooit onder de gordel. Als je dat wél doet, zet je jezelf aan de kant. ... Fortuyn was ook een op het compromis gerichte macher. Je moet niet je ziel en zaligheid verkopen voor het pluche, maar als je de kans krijgt om je idealen waar te maken, dan is het je ereplicht om dat voor je kiezers te doen."
Eerdmans heeft grote moeite met de woke-beweging. Daarover zegt hij: "... En ik hoop dat in dat Nederland niet meer zoveel mensen worden opgejut tegen bijvoorbeeld het Westen en tegen de politie als nu gebeurt, door Denk, door NIDA, door mevrouw Simons. Waardoor ik me nu schuldig moet voelen als gebroken witte man, zoals Theo Maassen dat in zijn laatste show zo treffend noemde."
Eerdmans is verder actief pleitbezorger van:
- minder macht voor Europese instituties, minder geld naar Oost- en Zuid-Europa[22]
- lastenverlichting voor bedrijven en burgers
- realistischer en betaalbaarder klimaatbeleid[1]
- meer aandacht voor slachtoffers in plaats van daders in het strafrecht.[28]

## Journalistieke functies
Vanaf april 2009 was Eerdmans presentator van het programma PepTalk van BNR Nieuwsradio. In 2010 was hij een van de presentatoren van het TROS-programma Regelrecht, samen met onder meer Ivo Opstelten. Van 5 januari tot 2 september 2011 presenteerde hij het journalistieke programma Uitgesproken voor omroepvereniging WNL. Dat hij hierin ook zijn eigen mening te berde bracht, werd zeer kritisch ontvangen door zijn VARA-collega Jan Tromp, die Eerdmans "activistisch" noemde. Nadat het programma was opgeheven ging Eerdmans voor WNL verder op Radio 1 met het programma Avondspits. Voorheen was dit een journalistiek programma, maar hij maakte er een opinieprogramma van, waarbij luisteraars konden reageren op een mening van Eerdmans over een bepaald onderwerp. In december 2013 verdween het programma van de radio.

## Privé
Eerdmans is op 3 juni 2006 in Den Haag getrouwd en woont in Rotterdam. Hij heeft twee dochters en een zoon. Hij is een achterachterneef van quizmaster Theo Eerdmans.

## Trivia
- Eerdmans is jurylid van de Pim Fortuynprijs.
- Op 13 mei 2006 was Eerdmans te gast in Dit was het nieuws.
- In de winter van 2021/2022 deed Eerdmans mee aan de televisiequiz De Slimste Mens.[30]